# Jaroszówka (województwo małopolskie)
Jaroszówka – wieś w Polsce położona w województwie małopolskim, w powiecie wielickim, w gminie Gdów, nad rzeką Rabą.
W latach 1975–1998 miejscowość administracyjnie należała do województwa krakowskiego.
| SIMC    | Nazwa      | Rodzaj    |
| ------- | ---------- | --------- |
| -\|038  | Górka      | część wsi |
| 0318044 | Kozia Góra | część wsi |
| 0318050 | Podgrodzie | część wsi |
| 0318067 | Podstroń   | część wsi |
| 0318073 | Porąbka    | część wsi |